# Dofí de Hector
El dofí de Hector o tonina de Hector (Cephalorhynchus hectori) és el més conegut dels quatre dofins del gènere Cephalorhynchus. Amb una llargada d'uns 140 cm, és un dels cetacis més petits. El dofí de Hector fou anomenat en honor de Sir James Hector (1834-1907), que fou el conservador del Museu Colonial de Wellington (actualment el Museu de Nova Zelanda). Ell examinà el primer exemplar descobert d'aquest dofí.